# Rokytne (obwód połtawski)
Rokytne (ukr. Рокитне) – wieś na Ukrainie, w obwodzie połtawskim, w rejonie krzemieńczuckim, w hromadzie Omelnyk. W 2001 liczyła 1124 mieszkańców, spośród których 1073 wskazało jako ojczysty język ukraiński, 49 rosyjski, 1 bułgarski, a 1 białoruski.